# Alla Horska

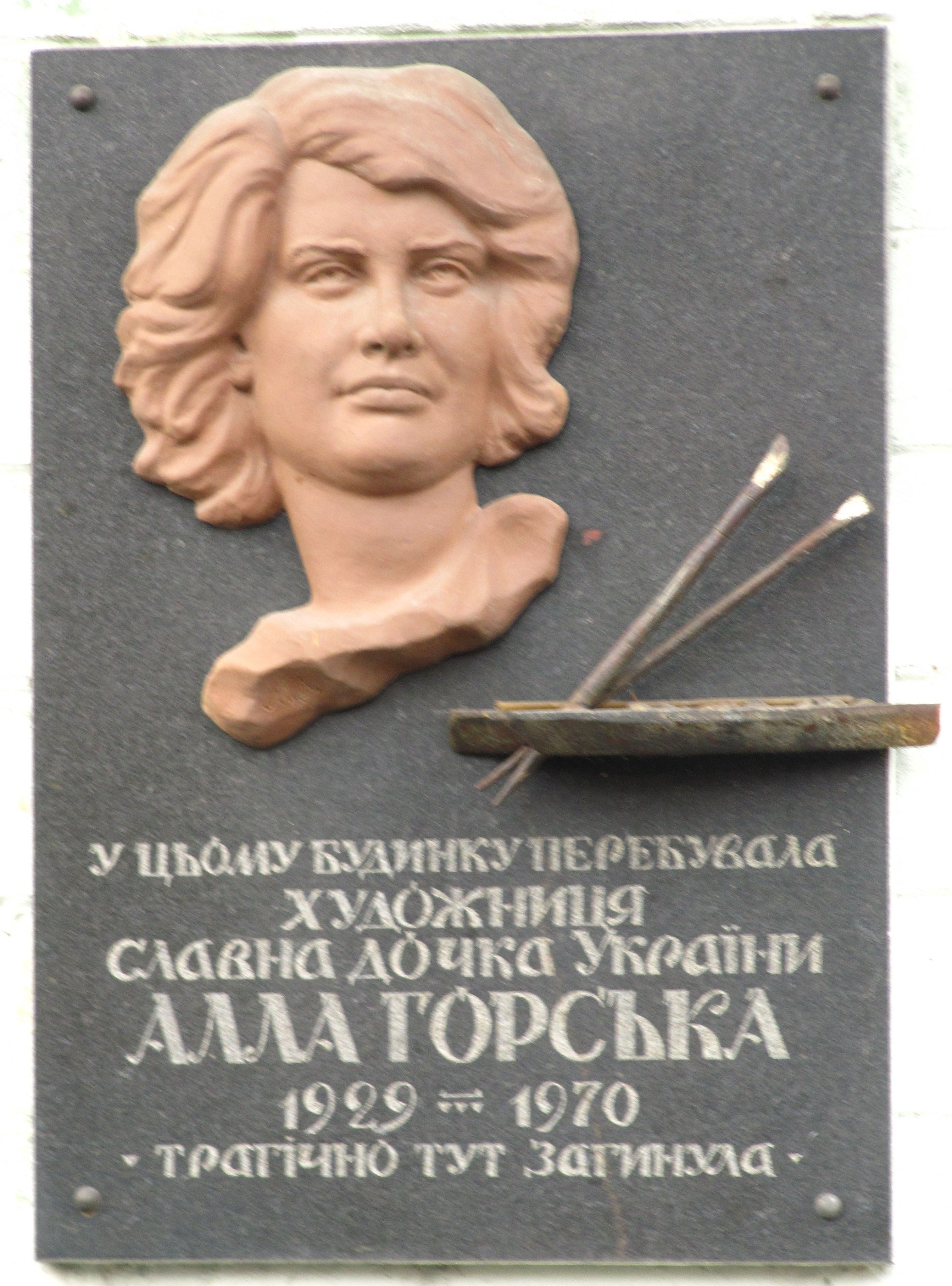
Gedenktafel am Haus ihrer Ermordung in Wassylkiw

Alla Oleksanderiwna Horska (ukrainisch Алла Олександрівна Горська; * 18. September 1929 in Jalta, ASSR Krim; † 28. November 1970 in Wassylkiw, Ukrainische SSR) war eine sowjetisch-ukrainische Malerin, Dissidentin und Vertreterin der Sechziger.

## Leben
Alla Horska entstammte einer erfolgreichen Künstlerfamilie. Sie kam in Jalta zur Welt, da ihr Vater, der Ukrainer Oleksandr Horskyj (Олександр Валентинович Горський, 1898–1983), einer der Gründer der sowjetischen Filmindustrie, Mitarbeiter und ab 1931 Direktor des Filmstudio Jalta war. 1932 und 1933 lebte die Familie in Moskau und im Anschluss in Leningrad, wo Alla die Leningrader Blockade miterlebte, bevor sie im Frühsommer 1943 nach Alma-Ata evakuiert wurde. Ende 1943 zog die Familie nach Kiew, wo der Vater Direktor des Kiewer Filmstudios wurde. Von 1946 an studierte sie an der Kiewer Staatlichen Kunsthochschule Schewtschenko, die sie 1948 mit einer Goldmedaille beendete.
Im Sommer 1952 heiratete sie den Maler und späteren Taras-Schewtschenko-Preisträger Wiktor Sarezkyj (Віктор Іванович Зарецький; 1925–1990), der an der gleichen Universität Schüler war. 1954 absolvierte sie die Malerei-Abteilung des Kiewer Kunstinstituts. Als Malerin schuf sie zahlreiche Kunstwerke wie Porträt des Sohnes (1960), Porträt des Vaters (1960), Alphabet (1960), Am Fluss (1962–1963), Porträt von Vladimir Simonenko (1963) sowie eine Reihe monumentaler Bilder, die innerhalb der Sowjetunion ausgestellt wurden.
Alla Horska war führend in der Menschenrechtsbewegung der 1960er Jahre in der Ukraine aktiv. So war sie neben Leonid Tanjuk, Wassyl Symonenko und Iwan Switlytschnyj einer der Organisatoren und zwischen 1959 und 1964 aktives Mitglied des Kiewer „Klub junger Kreativer“ (Клубу творчої молоді), der zu einer informellen Vereinigung regimekritischer Künstler wurde. Im April 1968 unterzeichnete Alla im Zusammenhang mit den illegalen Verhaftungen und Verhandlungen gegen Dissidenten einen Protestbrief (Лист-протест 139) von 139 Wissenschaftlern und Kulturschaffenden an die Führer der Sowjetunion Leonid Breschnew, Alexej Kossygin und Nikolai Podgorny, in dem sie ein Ende der Verstöße der UdSSR gegen die Grundsätze der sozialistischen Demokratie und Rechtsnormen forderten. Außerdem veröffentlichte sie, gemeinsam mit Wassyl Symonenko und Leonid Tanjuk Beweise für Massenmorde durch den sowjetischen Geheimdienst NKWD Anfang der 1940er Jahre im Wald von Bykiwnja im Osten Kiews.
Am 28. November 1970 wurde Alla Horska in der Wohnung ihres Schwiegervaters in Wassylkiw, Oblast Kiew unter mysteriösen Umständen umgebracht. Ihre Beerdigung fand am 7. Dezember 1970 auf dem Berkowezkyj-Friedhof in Kiew statt und wurde zu einem Protest gegen das bestehende kommunistische Regime in der Ukraine. Neben dem Schriftsteller und Dissidenten Jewhen Swerstjuk, der die Grabrede hielt, nahmen weitere, später verhaftete, Dissidenten wie Wassyl Stus, Iwan Hel und Oles Serhijenko an der Beerdigung teil. Sie alle waren der Überzeugung, dass der KGB der Urheber des Mordes an Horska war. Obwohl es keine direkten Beweise für die Beteiligung des KGBs an dem Mord gibt, war er wohl ganz bewusst ein Schlag gegen die ukrainische Wiederbelebung.